# Racomitrium patagonicum
Racomitrium patagonicum là một loài Rêu trong họ Grimmiaceae. Loài này được Bednarek-Ochyra & Ochyra mô tả khoa học đầu tiên năm 2003.